# Clovia loriae
Clovia loriae är en insektsart som beskrevs av Schmidt 1922. Clovia loriae ingår i släktet Clovia och familjen spottstritar. Inga underarter finns listade i Catalogue of Life.